# Kennedy Igboananike
Kennedy Igboananike est un footballeur nigérian né le 26 février 1989 à Nri-Igbo dans l'État d'Anambra. Il évolue au poste d'attaquant avec le Örebro SK en Allsvenskan.

## Carrière
Le 2 décembre 2014, Igboananike signe un contrat de joueur désigné de la MLS avec le Fire de Chicago.
Le 29 juin 2016, il est transféré dans le cadre d'un échange au D.C. United.

## Palmarès
Vierge